# Rozładunek
Rozładunek – jedno z zadań realizowanych przy przyjmowaniu towarów. Rozładunek następuje z wykorzystaniem posiadanych środków transportu wewnętrznego (np. wózków unoszących prowadzonych) i urządzeń przeładunkowych. Na przebieg rozładunku ma wpływ postać ładunku, rodzaj środka transportu i typ frontu przeładunkowego.